# Stazione di Maplewood
La stazione di Maplewood era una fermata ferroviaria posta sulla Diramazione Bethlehem (in inglese Bethlehem Branch), sulla North Pennsylvania Railroad. Rimase in servizio per circa 40 anni, dalla fine dell'800 fino alla metà degli anni '20 del 1900.

## Storia

### Esercizio
La fermata venne inaugurata il 4 luglio 1880, un anno prima dell'apertura del tronco ferroviario per Bethlehem. Rimase in esercizio fino al 1924, quando il traffico per Bethlehem venne temporaneamente chiuso al traffico alla fine della stagione turistica. Venne definitivamente soppressa il 3 giugno 1926 insieme al servizio ferroviario e alla linea stessa.
A poca distanza dalla soppressione, nello stesso anno, vennero rimossi i binari della linea.

#### Atto di chiusura della diramazione
Riportato di seguito è l'atto che sancisce la dismissione della Diramazione Bethlehem e annesse stazioni.
The INTERSTATE COMMERCE COMMISSION, at a general session held at its office in Washington, D.C., on

November 3, 1925, issued the following Certificate of Public Convenience and Necessities in Finance Docket No. 4549:
"A hearing and investigation of the matters and things involved in this proceeding having been had, and the commission
having on the date hereof, made and filed a report containing its findings of fact and conclusions thereon, which said report
in hereby referred to and made a part hereof:"
"It is hereby certified, that the present and future public convenience and necessity permit the abandonment by the
Boston & Maine Railroad of its so-called Bethlehem Junction and Bethlehem, in Grafton Country."
"It is ordered, that the Boston & Maine Railroad, when filing schedules cancelling applicable on said branch line of
railroad, shall in such schedules refer to this certificate by title, date, and docket number."
"It is further ordered, that this certificate shall take effect and be in force from and after 30 days from the date It is
issued. Tariffs may be cancelled upon notice to the commission and to the general public BY NOT LESS THAN 10 DAYS
FILING AND POSTING in the manner prescribed in Section 6 of the Interstate Commerce Act."
The branch covers the following stations:
Bethlehem.........................N. H.
Maplewood........................N. H.
Service on said branch will be discontinued, effective June 3, 1926. Please arrange to cancel all rates applying
on, to, from or via this branch as soon as possible and in so doing, refer to Finance Docket No. 4549 of the Interstate
Commerce Commission dated November 3, 1925. If New Hampshire intra-state rates are involved also refer to New
Hampshire Public Service Commission Order No. 1790, dated May 7, 1926.
J. R. MacANANNY,

General Freight Agent,

Boston, Mass.
Issued by
E. L. SHELDON
Chief of Tariff Bureau,

Boston, Mass.
(Validated May 15, 1926 by Boston & Maine Railroad)»
La COMMISSIONE DI COMMERCIO INTERSTATALE, a una sessione generale tenuta nel proprio ufficio a Washington, D.C., il

3 novembre 1925, rilascia il seguente Certificato di Pubblica Convenienza e Necessità nella Scheda Finanziaria n. 4549:
"Essendosi tenuta un'udienza e un'indagine sulle questioni e cose coinvolte in questo procedimento, la commissione
ha, in data odierna, redatto e depositato un verbale contenente le proprie risultanze di fatto e le relative conclusioni, che detto verbale
qui di seguito indica e ne è reso parte:"
"Si attesta che la pubblica convenienza e necessità presente e futura consentono l'abbandono da parte della
Boston & Maine Railroad delle sue cosiddette "Diramazione Bethlehem" e [la stazione di] Bethlehem, a Grafton Country."
"Si ordina che la Boston & Maine Railroad, al momento della presentazione dei programmi di cancellazione applicabili su detta diramazione,
in tali elenchi deve fare riferimento al presente certificato per titolo, data e numero di registro."
"Si ordina inoltre che il presente certificato abbia effetto e sia in vigore da e dopo 30 giorni dalla data in cui è
rilasciato. Le tariffe possono essere annullate previa comunicazione alla commissione e al pubblico in generale ENTRO NON MENO DI 10 GIORNI
DALL'ARCHIVIAZIONE E PUBBLICAZIONE secondo le modalità prescritte nella sezione 6 dell'Interstate Commerce Act."
La diramazione include le seguenti stazioni:
Bethlehem..........................N. H.
Maplewood........................N. H.
Il servizio su detta diramazione sarà interrotto, effettivamente dal 3 giugno 1926. Si prega di organizzare la cancellazione di tutte le tariffe attive
su, per, da o attraverso questo ramo il prima possibile e nel fare ciò, si faccia riferimento alla Scheda Finanziaria n. 4549 della Commissione
di Commercio Interstatale datato 3 novembre 1925. Se fossero coinvolte le tariffe intrastatali con il New Hampshire, si riferisca inoltre al
New Hampshire Public Service Commission Order n. 1790, datato 7 maggio 1926.
J. R. MacANANNY,

Agente generale del trasporto merci,

Boston, Mass.
Rilasciato da
E. L. SHELDON
Capo dell'Ufficio delle tariffe,

Boston, Mass.
(Timbrato 15 maggio 1926 dalla Boston & Maine Railroad)»
(Circular n. A-2131)

### Progetto di restauro
Nell'aprile 2021, dopo quasi un secolo dalla dismissione e abbandono, un'organizzazione no profit iniziò un progetto di restauro del fabbricato viaggiatori, fino ad allora in stato di abbandono e in stato fatiscente.
Il restauro venne programmato in due fasi:
- La prima fase consistente in un'analisi strutturale del fabbricato, una provvisoria messa in sicurezza e provvisorio smantellamento, con un costo complessivo stimato sui 12000 $;
- La seconda fase consistente nella ricostruzione del fabbricato in una località ancora da decidere, con un costo complessivo di 500000 $.

Ad aprile 2021 il fabbricato venne temporaneamente assicurato da delle travi in legno per prevenirne la caduta sul fianco.

## Strutture e impianti
L'impianto era costituito da un fabbricato viaggiatori interamente di legno a tre piani, ospitante all'interno la sala d'attesa, corredata di stufa a legna, e la piccola stanzetta per il bigliettaio, rivolta verso il binario di corsa; possedeva una banchina che serviva l'unico binario passante della linea, protetta da una pensilina, anch'essa in legno e recante il nome della stazione agli estremi di essa.
Negli anni, a causa dell'incuria, il terzo piano scomparve, insieme alla tettoia e alla banchina. Il fabbricato viaggiatori, in condizioni precarie, incomiciò ad inclinarsi su un lato, causando il crollo del comignolo in mattoni. Ad aprile 2021 la Maplewood Station Restoration ha posto dei sostegni in legno per evitare ulteriore stress alla struttura e il conseguente crollo, in vista di un futuro recupero.

## Movimento
La fermata era interessata da traffico prettamente viaggiatori, costituito da persone della "upper-upper class" che si spostavano dalle grandi città, che dopo la Guerra Civile iniziavano sempre di più a industrializzarsi, a zone rurali dove l'aria era meno inquinata e, dato che le autostrade nazionali ancora non esistevano, le ferrovie erano più che disposte a favorire questi spostamenti.

## Servizi
La fermata offriva i seguenti servizi:
- Biglietteria a sportello
- Sala d'attesa